# Jericho (musikalbum)
Jericho är ett album av The Band, utgivet 1993. Det var det första albumet efter bandets återförening under 1980-talet, och det första utan gitarristen och låtskrivaren Robbie Robertson.
Utöver originalmedlemmarna Levon Helm, Rick Danko och Garth Hudson utgjordes bandet på albumet av gitarristen Jim Weider, trummisen Randy Ciarlante och keyboardisten Richard Bell. Richard Manuel medverkar på "Country Boy", som spelades in före hans bortgång 1986. Dessutom medverkade ett flertal gästartister. 

## Låtlista
1. "Remedy" (Colin Linden/Jim Weider) - 4:25
2. "Blind Willie McTell" (Bob Dylan) - 6:42
3. "The Caves of Jericho" (Richard Bell/Levon Helm/Rick Danko/John Simon) - 5:23
4. "Atlantic City" (Bruce Springsteen) - 5:17
5. "Too Soon Gone" (Jules Shear/Stan Szelest) - 3:59
6. "Country Boy" (Marshall Barer/Fred Brooks) - 3:17
7. "Move to Japan" (Joe Flood/Levon Helm/John Simon/Stan Szelest/Jim Weider) - 4:25
8. "Amazon (River of Dreams)" (Artie Traum) - 6:00
9. "Stuff You Gotta Watch" (Muddy Waters) - 2:51
10. "Same Thing" (Willie Dixon) - 4:31
11. "Shine a Light" (Marty Grebb/Daniel Moore)  4:13
12. "Blues Stay Away From Me" (Alton Delmore/Rabon Delmore/Henry Glover/Wayne Raney) - 6:01